# Montegrotto Terme
Montegrotto Terme (Montegroto in veneto) è un comune italiano di 11 545 abitanti della provincia di Padova in Veneto.
Montegrotto è conosciuta per le sue cure termali; infatti, da millenni, in questo territorio affiorano dalle profondità acque termali, che hanno portato Montegrotto e, più in generale, le Terme Euganee ad una prosperità economica e culturale. La città è sede del museo del vetro d'arte, della Butterfly Arc - Casa delle farfalle e di scavi romani.

## Geografia fisica

### Territorio
Montegrotto Terme è collocata all'estremità orientale della Pianura Padana ed è ai piedi dei Colli Euganei e circa 30 km da Venezia. Il territorio comunale si sviluppa su 15,25 km², interamente pianeggianti e attraversati da diversi canali e corsi d'acqua.
Montegrotto Terme confina:
- a nord con Abano Terme,
- a sud con Battaglia Terme,
- a est con Due Carrare,
- a ovest con Galzignano Terme e Torreglia.

### Clima
Montegrotto Terme ha un clima continentale caratterizzato da inverni rigidi ed estati molto calde e afose, con un'elevata percentuale di umidità che favorisce la formazione di fitte nebbie durante la stagione invernale ed autunnale caratterizzando anche la forte presenza di afa durante l'estate. Le precipitazioni sono distribuite uniformemente durante tutto l'anno. Durante l'estate le precipitazioni sono spesso di carattere temporalesco e accompagnate da grandinate.

## Origini del nome
Tradizionalmente si pensa che il nome di Montegrotto derivi dal latino "Mons Aegrotorum" che tradotto in lingua corrente significa "monte degli ammalati", infatti bisogna considerare che nel centro di Montegrotto c'è un colle dove gli ammalati si andavano a curare beneficiando degli effetti terapeutici del fango e dell'acqua termale. In età medievale la città prese il nome di "San Pietro Montagnone". Questo nome deriva molto probabilmente dalla famiglia che regnava in quel periodo, la casata dei Montagnone. San Pietro Montagnone era frazione del comune di Battaglia, dal quale fu distaccata e costituita in comune autonomo il 30 giugno 1921. Nel 1934 cambia denominazione in Montegrotto Terme.

## Storia

### Epoca pre-romana
Non si hanno tracce certe di popolazioni che abbiano vissuto in epoca preistorica nel territorio. Alcuni ritrovamenti possono far pensare alla popolazione degli Euganei durante il Neolitico e nell'Età del bronzo.
I primi importanti documenti attestano con esattezza che lo sfruttamento dell'acqua termale si ha nell'Età del ferro quando alcuni gruppi si stabiliscono lungo le rive di un bacino lacustre fra il Colle Montagnone e il Monte Castello. Si presume che questo stabilimento avesse pressoché funzioni religiose, infatti gli antichi Veneti conoscevano con esattezza le importanti proprietà curative dell'acqua euganea e attribuivano questo alla bontà degli dei. Testimonianze dell'epoca sono i numerosi ex voto rinvenuti nelle sponde del lago sacro che riconoscono quest'area come meta importante a livello religioso. Il lago fu interrato nel III secolo a.C.

### Epoca romana

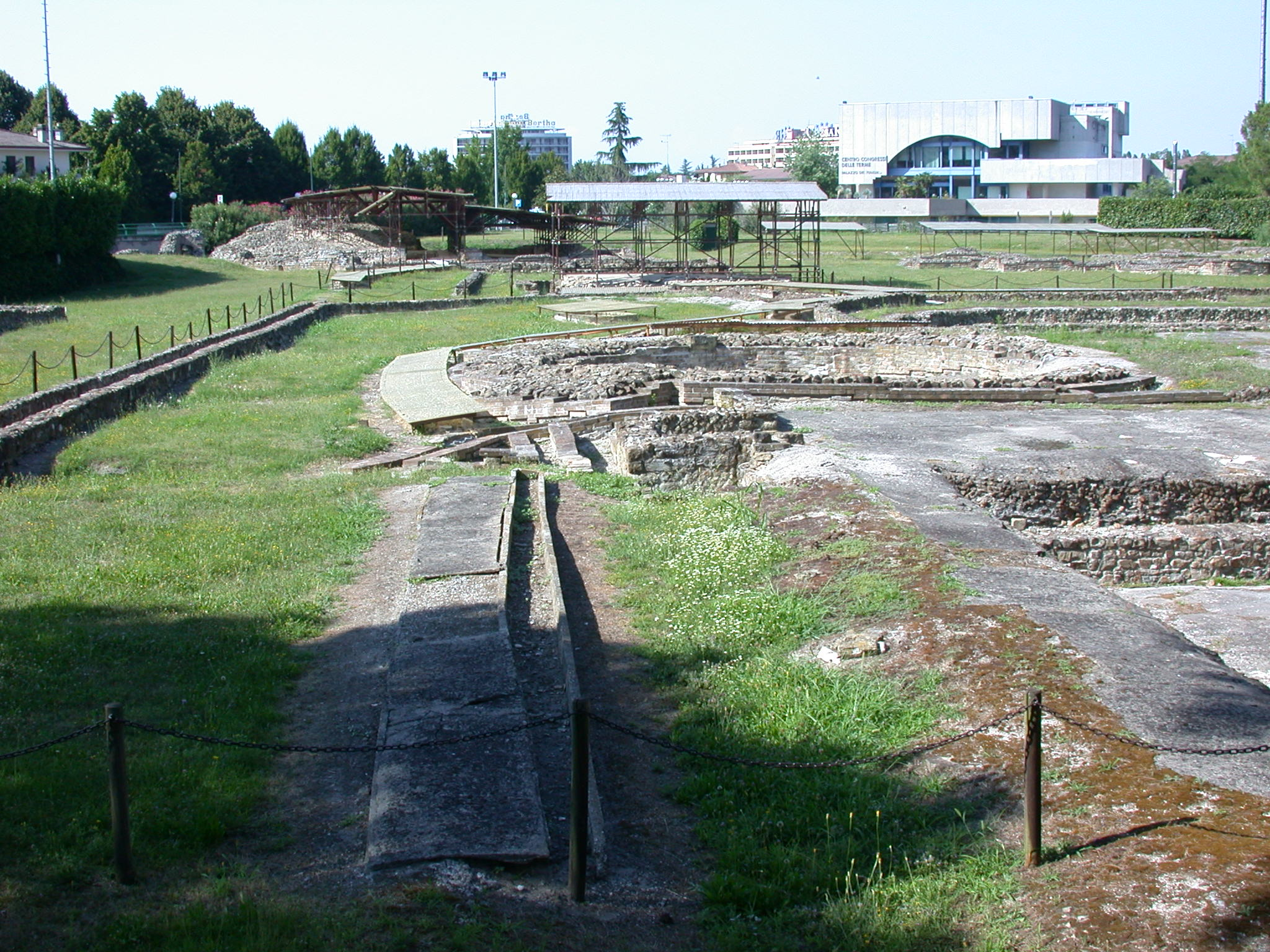
Gli Scavi Romani

Il popolo Veneto accolse con favore l'arrivo dei Romani nel territorio, infatti la popolazione si sentiva esposta alle scorribande dei Galli.
Nel 49 a.C. con il decreto di Giulio Cesare gli abitanti veneti divennero a tutti gli effetti cittadini romani grazie anche alla forte alleanza che si era stabilita tra i due popoli.
Grazie a questo accordo per il territorio euganeo ma soprattutto per Montegrotto Terme si aprì in grande periodo di splendore con la creazione delle terme, delle quali importanti testimonianze si possono trovare visitando gli scavi romani di via scavi e della Villa romana di via Neroniana, e con lo sfruttamento graduale e coscienzioso delle acque termali.
Grazie a questo sviluppo l'antico comune di Montegrotto, insieme all'agglomerato urbano di Abano che era utilizzato con funzione residenziale, visse un importante periodo di sviluppo. Ad Abano aveva sede un antico centro religioso dedicato ad "Aponus" che era ritenuta un'importante divinità delle acque. Sempre ad Abano si collocava, secondo la tradizione, la presenza di un culto oracolare del mostro triforme "Gerione".

### Epoca medievale
Dopo la caduta dell'Impero romano d'Occidente nel 476 d.C. il territorio termale euganeo attraversò un periodo di forte crisi e cadde in decadenza. La zona fu invasa più volte dai Barbari e colpita da fenomeni bradisismici. Nell'anno Mille l'antico comune di Montegrotto entrò sotto il dominio della famiglia Da Montagnone di origine arimanna.
Secondo la tradizione locale nel 1084, durante la visita dell'Imperatore Enrico IV e della consorte Bertha di Savoia, fu teatro dell'episodio da cui deriva l'espressione "Ai tempi che Berta filava".
Dalla metà del Duecento il territorio euganeo fu posto sotto il controllo del comune di Padova che impose delle leggi a tutti gli abitanti della zona. Queste leggi stabilivano che era compito del proprietario del terreno tenere in ordine le strade a fondo naturale e la pulizia dei fossi.
Padova in questo periodo attraversava una lunga decadenza, infatti la città era in ginocchio dopo le diverse occupazioni e devastazioni che dovette subire. Per ristabilire benessere, pace e giustizia si proclamò signore unico della città Giacomo da Carrara. Inizia ora il lungo dominio carrarese che si protrarrà a Padova e nelle terre circostanti per ben 87 anni.

### Epoca della Repubblica veneziana

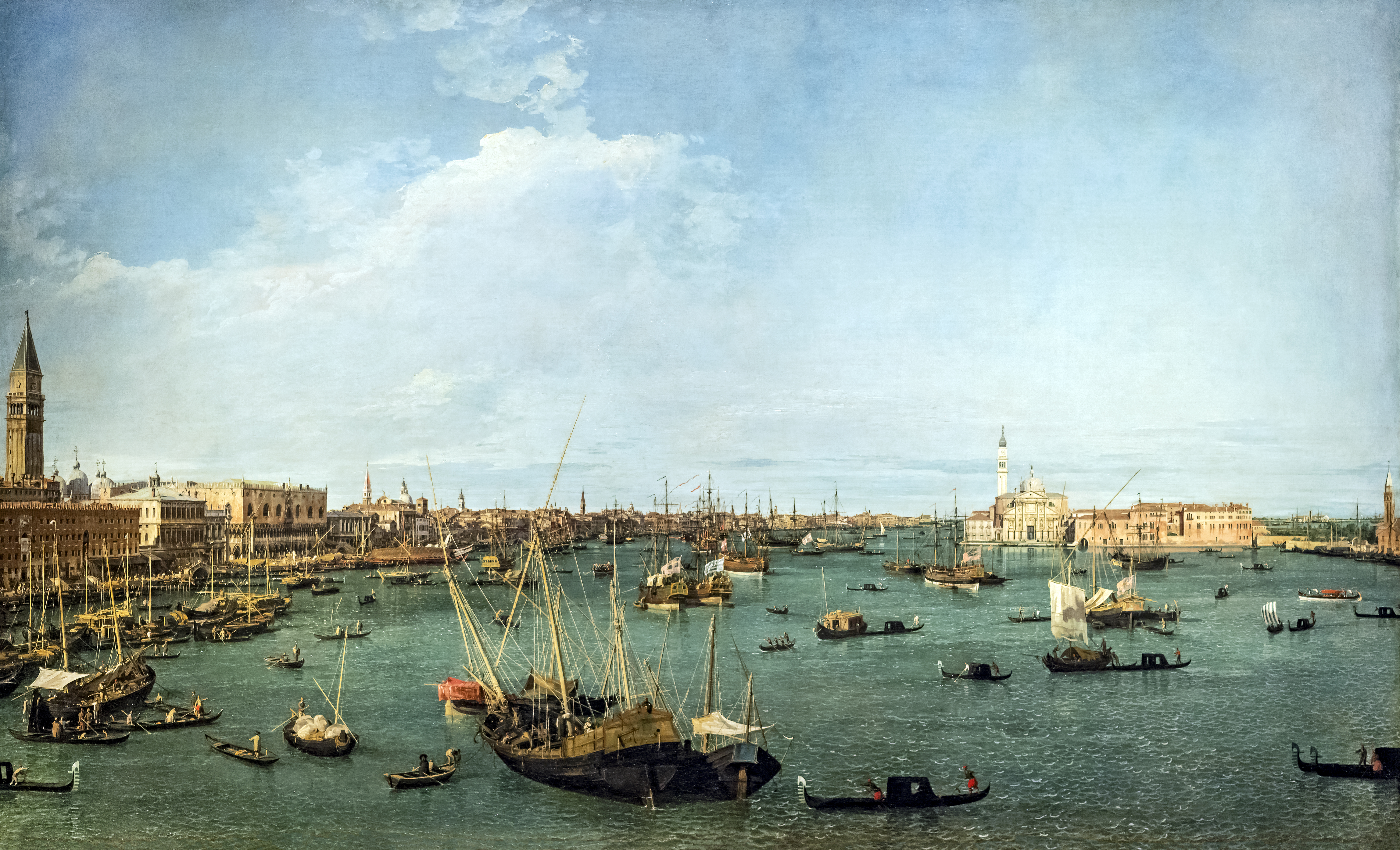
Canaletto, bacino di San Marco, 1738-40

A partire dai primi anni del XV secolo, Padova passò sotto il dominio della Serenissima Repubblica di Venezia. Sotto la guida repubblicana, il territorio euganeo iniziò a risollevarsi, infatti, la Serenissima di Venezia iniziò una progressiva e graduale opera di ricostruzione. Grazie anche a questo importante sviluppo dell'area, il bacino termale divenne conosciuto in gran parte d'Europa e i visitatori crebbero a dismisura. Sempre in questo periodo nei Colli sorgevano imponenti ed eleganti ville patrizie che possiamo ammirare ancora oggi.

### La fine della Repubblica e la storia contemporanea
Nel 1797 la Serenissima Repubblica di Venezia cadde e i due comuni di Montegrotto e Montagnone furono uniti a quello di Battaglia. Con il trattato di Campoformio il Veneto con Padova passò agli austriaci e Montegrotto ritornò un comune a sé stante. Durante l'Ottocento gli austriaci svilupparono e sistemarono la zona termale di Montegrotto emanando molte leggi per la conservazione dell'acqua termale. Nel 1864 a San Pietro Montagnon spirò Luigi Configliachi, professore dell'Università di Padova e benefattore.
Durante la prima guerra mondiale, la zona termale diventò con Padova il quartier generale delle forze militari italiane. A Battaglia, nel castello di Lispida, ci fu la residenza del re Vittorio Emanuele III di Savoia.
Nel 1921 l'allora frazione di San Pietro Montagnone (San Pietro Montagnon in veneto, noto anche come San Pietro di Monte-Groto, San Pietro del Bagno o Monte del Prete) fu distaccata dal comune di Battaglia e costituita in comune autonomo. Nel 1934 cambia denominazione in "Montegrotto Terme".
Nella seconda guerra mondiale la zona euganea fu un importante centro della resistenza al nazifascismo. Dopo la fine della guerra le Terme Euganee vissero un importante periodo di sviluppo e nel 1950 al nome di Montegrotto Terme si aggiunse la dicitura "stazione di cura, soggiorno e turismo".

### Simboli
Lo stemma del comune di Montegrotto Terme nasce con delibera del 23 novembre 1933 quando il Podestà di Montegrotto chiese l'autorizzazione a cambiare la vecchia denominazione del Comune termale da "San Pietro Montagnon" a "Montegrotto" e ad aggiungere l'appellativo "Terme".
L'approvazione fu concessa con Regio Decreto del 27 luglio 1934, n. 1436.
Lo stemma civico riporta le caratteristiche chiavi, simbolo del patrono san Pietro, con le sigle S.P.M. (cioè San Pietro Montagnon).
Nella parte inferiore dello stemma il monte stilizzato farebbe riferimento alla posizione geografica di Montegrotto (infatti la città si trova ai piedi dei Colli Euganei) e richiamerebbe lo scudo della famiglia locale dei Da Montagnone, presumibilmente di origine longobarda, l'antica famiglia regnante della Montegrotto medievale.
Il progetto dello stemma comunale attuale risale al 1920, mentre nel 1926 era stata richiesto, invano, l'assunzione dello stemma dei Da Montagnone costituito da tre monti azzurri inseriti in un campo d'oro.
Il gonfalone del comune di Montegrotto ha la particolarità di essere a foggia di bandiera, inoltre la miniatura vistata del drappo riporta all'interno uno stemma di forma appuntata con ornamenti esteriori, discostandosi dal bozzetto ufficiale dello stemma del 1927 costituito dallo scudo sannitico sormontato dalla corona del comune e completamente sprovvisto di rami fogliati.
In sede di concessione del titolo di "città" e "stazione di cura, soggiorno e turismo" e conseguente necessità di modificare la foggia della corona murale, l'Ufficio Araldico della Presidenza del Consiglio predispose un nuovo bozzetto provvisto anche dei consueti rami di alloro e quercia legati inferiormente da un nastro tricolore.
La blasonatura dello stemma del Comune è:
Il gonfalone è un drappo interzato in fascia d'azzurro, di giallo e di bianco.

## Monumenti e luoghi d'interesse

### Musei ed esposizioni
- Butterfly Arc - Casa delle Farfalle: la casa delle farfalle o Butterfly Arc di Montegrotto Terme è la prima mostra di farfalle vive realizzata in Italia. La mostra-museo è stata inaugurata nel 1988, nasce da un'idea dell'entomologo naturalista Enzo Moretto. Il museo permette di seguire gli stadi di sviluppo della farfalla e dà la possibilità di ammirare e osservare i comportamenti di diversi esemplari vivi. Le farfalle sono distribuite in tre grandi giardini in base alla zona di provenienza: amazzonico, africano e indo-australiano. Da segnalare la presenza del Bosco delle Fate con un itinerario mitologico ecologico, in cui si rivivono antiche leggende celtiche e paleo venete. In inverno la mostra è chiusa dal primo lunedì di novembre fino a fine febbraio.
- Scavi romani: in epoca romana Montegrotto Terme ha rivestito un ruolo di rilievo come stazione termale. L'importanza che la cittadina rivestì in quest'ambito è attestata ancora oggi dalla presenza degli Scavi Romani lungo la via principale del paese. Antichi scavi, avvenuti nel Settecento ed altri più recenti (Novecento) hanno riportato alla luce numerose parti di un ampio complesso termale (accompagnato da luoghi di svago e di riposo) risalente alla seconda metà del I secolo a.C. Gli scavi hanno riportato alla luce un innovativo sistema di canalizzazione dell'acqua attraverso l'utilizzo di mulini di sollevamento che fornivano acqua a tre vasche usate per le immersioni. Sono stati ritrovati anche numerosi resti di altre strutture, come un ninfeo ed un odeo (un teatro).
- Palazzo del turismo: il Palazzo del turismo e dei congressi si trova in Via Scavi. Di proprietà della Provincia di Padova, attualmente è inagibile.
- Villa Draghi: restaurato ed inaugurato il 14 maggio 2021 con l'allestimento del primo e unico museo del termalismo al mondo [15]. Ha inoltre ospitato il Museo Internazionale del Vetro d'Arte e delle Terme, prima del suo trasferimento nella vicina Abano Terme.
- Sala d'attesa della Stazione Terme Euganee: punto informativo del progetto Aquae Patavinae, la sala d'aspetto è arredata come una villa di rappresentanza di 2000 anni fa. Sulle pareti, dei pannelli riportano ricostruzioni di scene di vita quotidiana di allora.
- Biblioteca civica "Alda Merini": ha un patrimonio librario di circa 21.000 unità. Comprende anche un'emeroteca dove, oltre ai quotidiani ed alcuni periodici, si possono consultare la Gazzetta Ufficiale e il Bollettino Ufficiale della Regione Veneto. Periodicamente vengono organizzati incontri ed altre iniziative culturali. L'intitolazione ad Alda Merini è avvenuta nel 2018. Attualmente la biblioteca è chiusa al pubblico per importanti opere di restyling, la riapertura è prevista per il mese di dicembre 2021.
- Y-40 The Deep Joy, la terza piscina più profonda del mondo (la prima al momento dell'inaugurazione) nonché l'unica struttura per attività subacquee in acqua termale.
- Il sito di Monte Castello è un sito frequentato dall'epoca romana all'epoca moderna. Le testimonianze più evidenti di frequentazione risalgono all'epoca medievale: scavi condotti dall'università di Padova nel 2013-2014 sembrano testimoniare l'esistenza di un castello dell'XII secolo citato anche dalle fonti coeve[16][17].

### Parchi e giardini
Montegrotto Terme è spesso definita “città giardino” perché comprende una moltitudine di spazi verdi, parchi e giardini. I principali parchi della città sono:
- Il parco pubblico di Villa Draghi, con i suoi 32 ettari di bellezze naturali. Il parco accoglie anche una bella villa a periodi aperta al pubblico, ma comunque visitabile dall'esterno, che ne dà il nome al parco.
- Il parco Mostar, dedicato alla città bosniaca gemellata con Montegrotto Terme, nel parco è presente una statua dedicata a Papa Giovanni Paolo II, la fontana Mostar in onore al primo gemellaggio di Montegrotto, un campo da basket, giostrine per i bambini e viali alberati.
- Parco pubblico "I diritti dei bambini", che si trova tra le vie Petrarca e Carducci. Ospita giostrine per bambini, viali alberati e tranquilli.
- Nel territorio sampietrino sono presenti altri parchi minori, viali alberati e zone verdi. Nella città di Montegrotto tutte le aiuole e le rotonde sono accuratamente tenute ed arredate con piante, anfore e fontane.

### Ville e palazzi
- Villa Callas: non tanto famosa è Villa Meneghini detta ora Villa Callas perché posseduta dal fratello di Giovan Battista Meneghini, marito di Maria Callas. L'edificio è stato costruito nel 1559 circa e si trova nella frazione di Caposeda. Dopo un attento restauro è ora sede dell'atelier internazionale di arti plastiche diretto dal maestro del Negro. La villa è visitabile solo dall'esterno.
- Palazzo del municipio: il municipio di Montegrotto Terme si trova in Piazza Roma a fianco dell'oratorio della Madonna Nera. Il palazzo municipale è in fase di ampliamento, all'interno si riuniranno tutti gli uffici comunali ora sparsi nel territorio. Piazza Roma ospita una fontana con ruscello e laghetto e dei particolari alberi metallici.
- Torre al lago: la Torre al lago si trova in località Caposeda lungo la Circonvallazione della città. La Torre è di età tardo medievale e oggi ne rimangono solo le suggestive rovine. Dopo essere stata casa fortezza della famiglia dell'Arena, nel XIX secolo diventò il rifugio dei banditi capitanati dal brigante Giovanni Stella.

### Architetture religiose

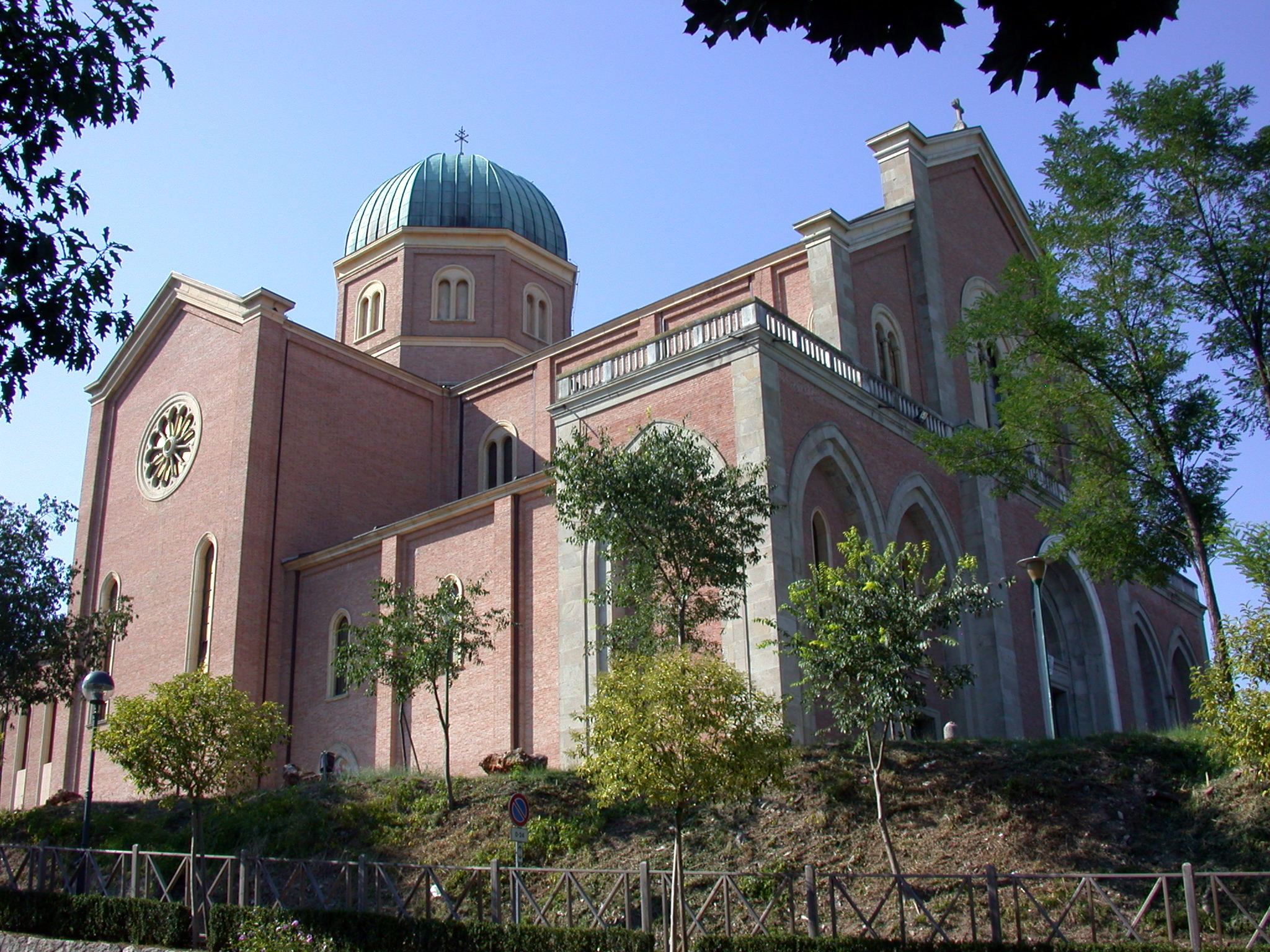
Il Duomo

- Duomo dei SS. Pietro ed Eliseo: Il duomo SS. Pietro ed Eliseo fu costruito a metà del Novecento sulla sommità del colle della Prebenda che si trova poco distante da piazza Roma e dall'antico oratorio della Madonna Nera. La nuova chiesa parrocchiale presenta affreschi di Armando Miglioraro e sculture di Luigi Strazzabosco. Il progetto originale stabiliva che ci dovesse essere una lunga scalinata di fronte alla porta principale, attualmente, però, per raggiungere la Chiesa bisogna servirsi di una salita ripida a fianco del colle[18].
- Oratorio della Madonna Nera: l'antica ed importante chiesa parrocchiale della città è l'oratorio della Madonna Nera costruita nel lontano 1724. Da una leggenda si tende a credere che il duecentesco campanile fosse ricavato dalla torre di un antico castello. L'oratorio si trova in piazza Roma.
- Altre chiese parrocchiali: la chiesa di Mezzavia dedicata a san Gregorio Barbarigo e quella della parrocchia nella frazione Turri dedicata alla Beata Vergine Maria del SS. Rosario oltre che l'oratorio dedicato a san Giuseppe.
- Capitelli votivi e spiritualità: inoltre a Montegrotto Terme sono presenti moltissimi capitelli votivi e luoghi spiritualmente importanti.

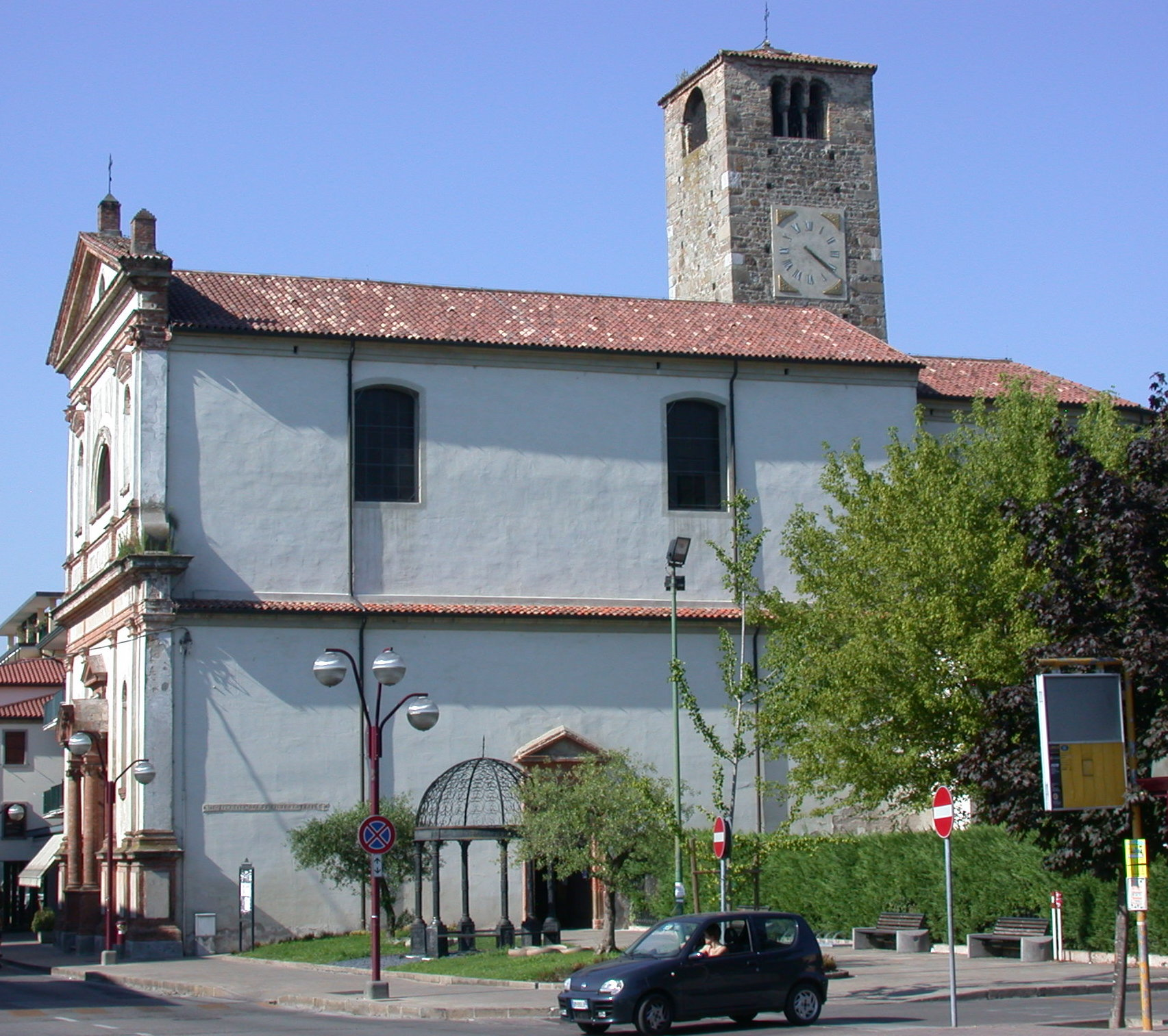
L'Oratorio della Madonna Nera in Piazza Roma

## Arte

### Murales e affreschi
A Montegrotto Terme sono presenti molti murales che si trovano appunto nei muri dei palazzi del centro. Particolari murales si trovano nei condomini che si trovano in zona pedonale: uno nel palazzo "San Mauro" e l'altro in quello "Manzoni". Il primo è in onore alla zona termale, infatti rappresenta una sorgente di acqua con altri simboli caratteristici della città di Montegrotto, l'altro, invece, in chiave più moderna rappresenta la vita giovanile di Montegrotto.
Un affresco, invece, è dedicato alla leggenda di Berta e si trova presso l'ufficio turistico della città in viale Stazione. L'affresco è stato realizzato da Fulvio Pendini ed è visitabile dall'esterno dell'ufficio.

### Vetri artistici

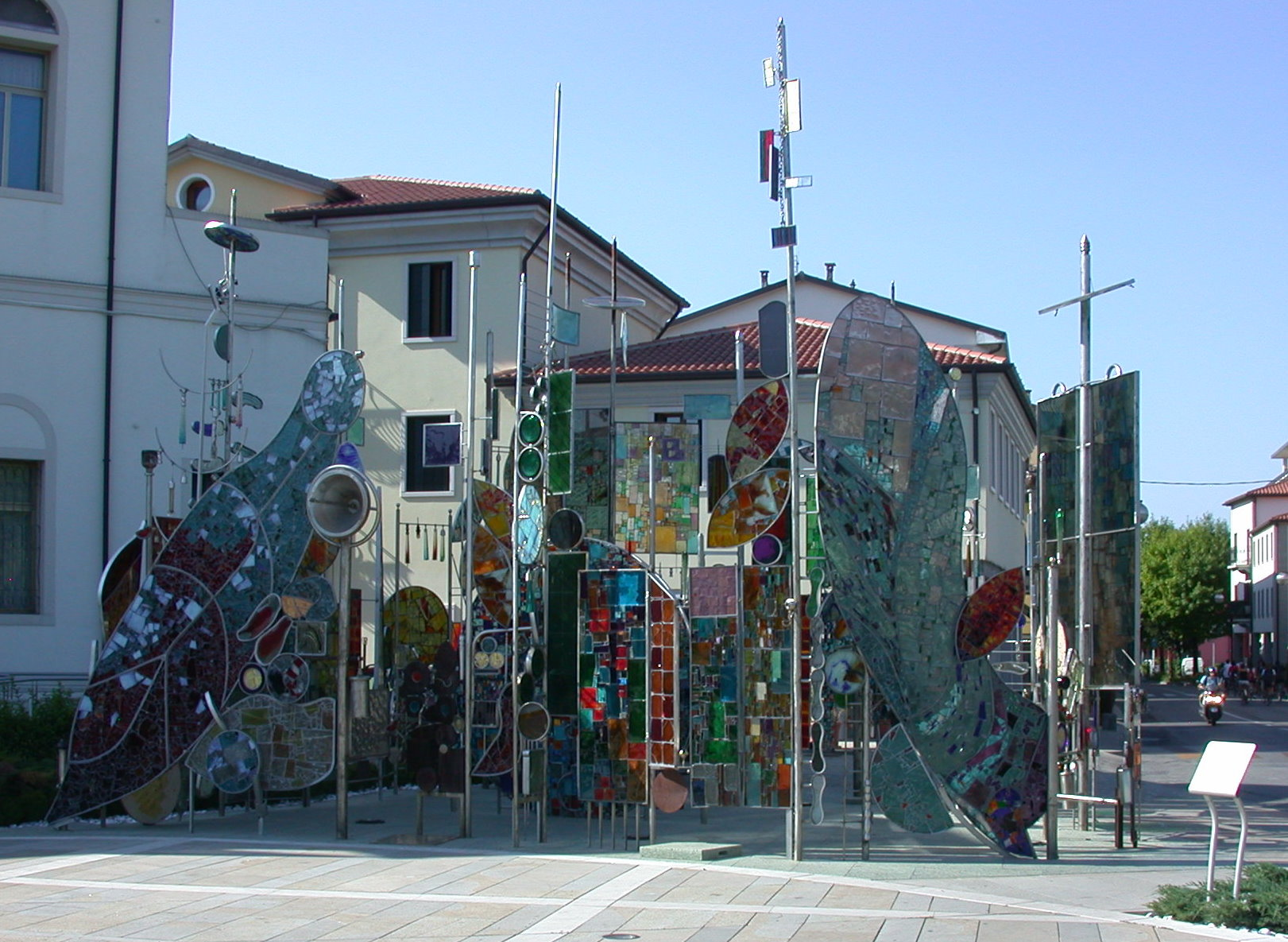
Gli alberi metallici in piazza Roma

A Montegrotto Terme sono presenti parecchie sculture di vetro artistico. In piazza Roma ci sono delle sculture realizzate con il vetro. Questi "alberi metallici" sono stati realizzati dal maestro Del Negro e si trovano proprio di fronte al palazzo municipale. Sono stati inaugurati nel 2003 e tuttora abbelliscono la piazza.

### Itinerari in bicicletta
Montegrotto Terme ha molte piste ciclabili. L'obbiettivo comune è quello di riuscire a collegare tutte le strade maggiori del territorio comunale attraverso le piste ciclabili.
Mezzavia di Montegrotto possiede una lunga pista ciclabile che parte dal ponte di Mezzavia, il quale attraversa il Canale Battaglia, e arriva fino a piazzale Stazione servendo tutta via Mezzavia. Sempre nella frazione c'è una pista ciclabile in via Campagna Bassa e un'altra sterrata che collega queste due strade.
Numerose nella frazione Centro le piste ciclabili: una in corso delle Terme che collega il centro termale di Montegrotto con la vicina Abano Terme, una di recente costruzione in via Vivaldi e un'altra nella strada che giunge fino al Palazzetto dello Sport, il "PalaBerta".
Nella frazione di Turri le piste ciclabili servono via Castello, via Vallona e piazza della Libertà, collegando la Stazione di Terme Euganee alla località collinare di Montegrotto.
Nella frazione di Caposeda la pista ciclabile più importante è quella che collega piazza Roma a Torreglia, una pista lunghissima che costeggia la strada provinciale di via Caposeda. Altre piste ciclabili minori sono presenti nella frazione.
Montegrotto Terme, dunque, è un paese indicato per spostarsi in bicicletta. È prevista la costruzione di altre piste ciclabili in via Marza, via Neroniane, via Circonvallazione, viale Stazione e via Roma.
Un progetto considerevole è quello di realizzare un collegamento per le bici dal Canale Battaglia ad Abano Terme passando per Montegrotto attraverso i campi, il cosiddetto "Anello Ciclabile dei Colli Euganei" progettato e finanziato dalla Provincia di Padova.

### Arredo urbano
Montegrotto Terme è conosciuta, oltre che per le fonti termali, anche per la cura e la bellezza del territorio e dell'arredo urbano.

#### Statue e busti
Presso piazza Perlasca si trova il busto di Giorgio Perlasca, un eroe padovano nominato Giusto delle Nazioni, che ha ricoperto un ruolo importante per il salvataggio di molti ebrei nel periodo della Shoah nazista. Il busto, realizzato dall'artista Giampietro Cudin, è stato inaugurato in occasione del Giorno della Memoria del 27 gennaio 2007. Lo scoprimento dell'opera è avvenuto nel corso di una cerimonia alla quale hanno preso parte il Sindaco, le autorità locali, il figlio di Giorgio, Franco, una rappresentanza degli studenti dell'Istituto Comprensivo di Montegrotto e una delegazione della cittadina ungherese di Berettyóújfalu (Città gemellata con Montegrotto) dove Perlasca salvò molti ebrei. La cerimonia è poi continuata al Palazzo del Turismo dove è stata inaugurata una mostra antologica su Giorgio Perlasca.

#### Statue in bronzo
In piazza Carmignoto, per esempio, ci sono alcune statue in bronzo raffiguranti animali: fenicotteri in acqua, giraffe e cavalli nel prato. Altre statue in bronzo animano la città: ci sono molti bambini e bambine adiacenti ai passaggi pedonali e vicino alle scuole del territorio per invitare gli automobilisti a rallentare, un'altra statua è presente in piazzale Stazione e raffigura un tipico fanghino durante il suo orario di lavoro.

#### Fontane
Nel territorio di Montegrotto sono presenti moltissime fontane. Le più notevoli si trovano in piazzale Stazione, piazza Carmignoto e piazza Roma. Partendo da piazzale Stazione possiamo incontrare una vasca molto grande che, con i suoi giochi d'acqua, accoglie gli ospiti delle terme arrivati con il treno.
In zona pedonale e più precisamente in piazza Carmignoto si trova una bella fontana a "palla" che ricorda il Sole. Particolarmente suggestiva è di sera quando tutti i faretti colorati la illuminano. Continuando per viale Stazione si giunge in piazza Roma dove incontriamo una particolare fontana che parte dal centro della piazza e scende come un ruscello fino ad arrivare in un laghetto d'acqua.
Nel parco Mostar si trova una particolare fontana che sancisce simbolicamente il gemellaggio fra la città di Montegrotto e quella di Mostar in Bosnia ed Erzegovina. La fontana rappresenta un ponte che, appunto, unisce questi due comuni. Molte altre fontane si trovano nel nuovo quartiere di piazza Mercato. Altre particolari vasche si trovano nella rotonda di corso Terme e di largo Traiano.

## Società

### Evoluzione demografica
Abitanti censiti

## Cultura

### Eventi
La tradizione narra che intorno all'anno 1084 l'imperatrice Berta di Savoia (moglie di Enrico IV di Germania imperatore del Sacro Romano Impero) fece visita alla zona di Montegrotto Terme con il marito per beneficiare delle cure termali e delle bellezze del luogo. Arrivata in paese ricevette la visita di una popolana di nome Berta che le donò una grande e pregiata matassa di filo in cambio della libertà del povero marito detenuto ingiustamente. L'imperatrice, avendo compassione della povera donna, ricambiò il dono concedendo a Berta la libertà del marito e tanta terra nella zona di Montagnon (l'antico comune di Montegrotto) quanta ne poteva comprendere la circonferenza formata dal filo della matassa donata. Si narra che quando le altre contadine vennero a conoscenza della bella notizia corsero dalla regina ad offrirle grandi quantità di filo, ma a tutte l'imperatrice disse: "Non è più il tempo in cui Berta filava". La leggenda di Berta è l'evento più atteso dell'anno da cittadini e turisti. La rievocazione ripercorre gli anni gloriosi di Montegrotto, riproponendo in chiave classica, ma anche moderna, la leggenda. La manifestazione è stata proposta per molti anni, nel 2006 è stata sospesa, ma nel 2007 riproposta. Nel 2008 e nel 2009, la rievocazione non ha avuto luogo. Dal 2018 la rievocazione storica viene riproposta nella prima settimana di settembre con il corteo storico e la rappresentazione teatrale della Leggenda di Berta.
- Mercato settimanale: il mercato settimanale si svolge il giovedì presso piazza Mercato. L'ingresso è libero.
- Mercatino dell'antiquariato: il mercatino dell'antiquariato si svolge ogni seconda domenica di ogni mese lungo Viale Stazione e Via Manzoni (Zona Pedonale). L'ingresso è libero.
- Pellegrinaggio Madonna Nera: tradizionale appuntamento del 25 aprile con il pellegrinaggio al Santuario di Monteortone ad Abano Terme della Madonna Nera che si trova presso l'Oratorio di Montegrotto Terme.
- Montegrotto in fiore: la tradizionale festa dei fiori che si svolge ogni anno ad inizio maggio lungo viale Stazione e via Scavi. Presenti, oltre a bancarelle di fiori, maestri artigiani, animazione, giochi e spettacolo.
- Libri da gustare: una rassegna culturale che si svolge nel mese di maggio a Montegrotto. Vengono presentati alcuni libri e degustati prodotti tipici del territorio.
- Montegrotto estate: con cinema e musica all'aperto. Appuntamenti culturali e artistici, con spettacoli come Miss Muretto e Vota le Voci, musica classica e caraibica.
- La Leggenda di Berta (vedi riquadro).
- Colori d'autunno: in veste autunnale viene riproposta la manifestazione "Montegrotto in fiore" lungo viale Stazione e via Scavi.
- Castagnata in Corso: tradizionale appuntamento sampietrino di fine ottobre in Corso delle Terme con mostra-mercato e degustazione di castagne e prodotti tipici stagionali, mercatino dell'hobbistica e antichi mestieri.
- Natale insieme: nei mesi invernali si svolgono le manifestazioni natalizie: mercatini, film, appuntamenti vari, presepe vivente, musica e spettacolo.

#### Sagre
- Sagra di San Pietro: ha luogo a fine giugno (29 giugno festa del Patrono) presso la parrocchia di San Pietro, in concomitanza con la tradizionale fiera di San Pietro, quando le bancarelle invadono le vie principali della città.

## Geografia antropica
Il viale principale di Montegrotto Terme è il viale della stazione su cui affacciano molti negozi e locali pubblici. Dal viale si può raggiungere il piazzale della stazione e la zona pedonale di via Manzoni con la piazza dedicata a Carmignoto (personalità locale) e la fontana a "palla" che ricorda il Sole.
Sempre da viale stazione parte via Roma, il cui fulcro è piazza Roma sede del palazzo del municipio dove si trovano anche i particolari vetri artistici chiamati anche alberi metallici.
Da piazza Roma partono una serie di strade che portano da un lato a villa Draghi e al museo internazionale del vetro d'arte e delle terme e dall'altro a corso Terme, il quale collega Montegrotto alla vicina Abano.
Molto frequentata dai giovani è il parco Papa Giovanni Paolo II (nato col nome di Parco Mostar e successivamente modificato) e la zona degli scavi romani. Nel parco Papa Wojtyla si trova la fontana dedicata al primo gemellaggio della città con la città di Mostar in Bosnia ed Erzegovina.
Nella località Turri si trova piazza della Libertà da cui parte via Neroniane che scende fino al centro del paese. Piazza della Libertà è il fulcro della frazione. La piazza è stata rinnovata e rifatta recentemente, ideata con una serie di terrazzamenti che ricreano più palchi naturali, utilizzati d'estate per realizzare concerti e cinema all'aperto.

### Frazioni

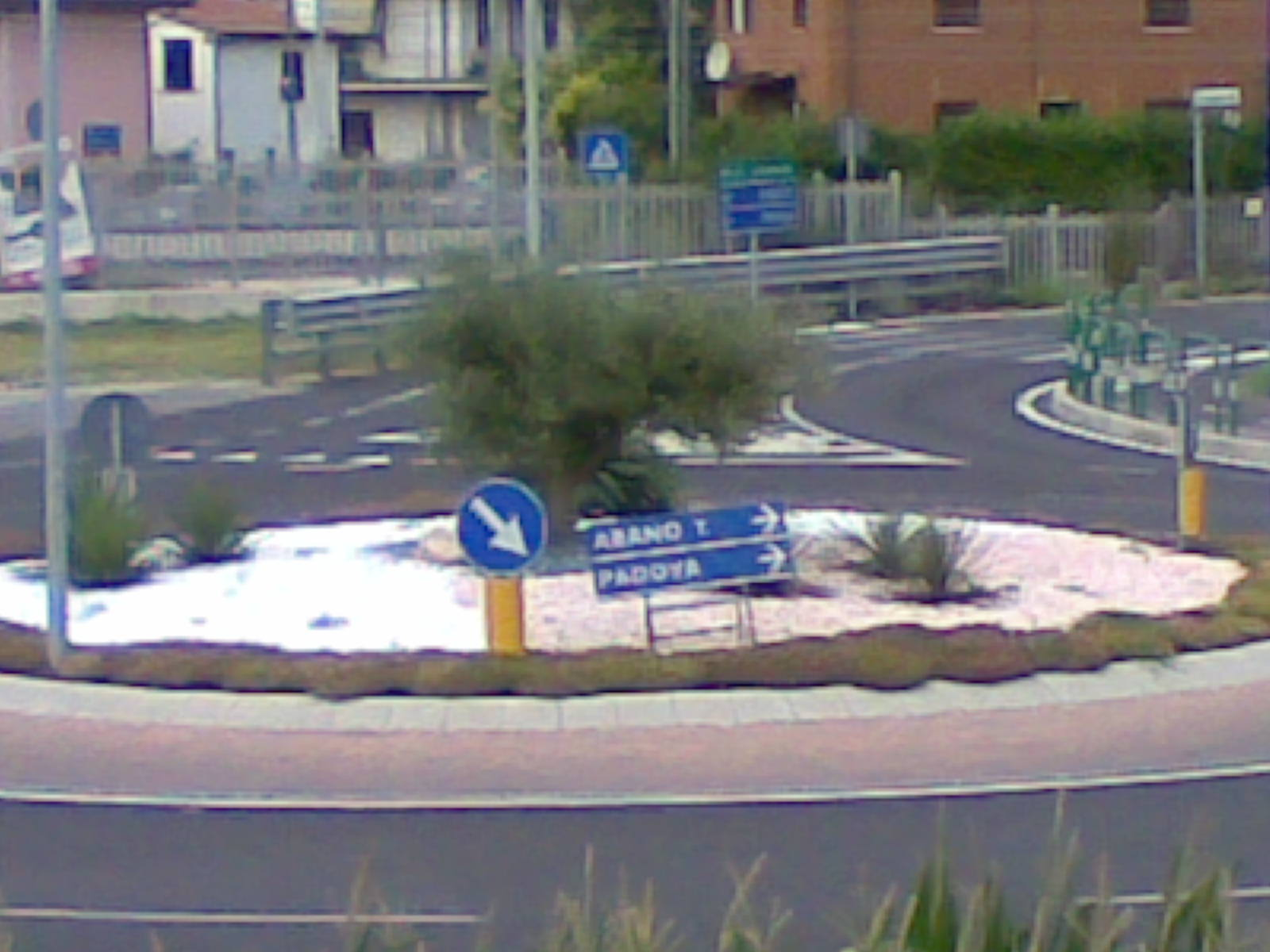
Aiuola rotonda di Via Campagna Bassa nella frazione di Mezzavia

- Caposeda: piccolo centro abitato che si sviluppa dalla strada provinciale 74, nonché via Caposeda. Questa località di Montegrotto è molto importante perché al suo interno si trova la zona artigianale, pilastro portante dell'economia sampietrina dopo il turismo e il commercio.
- Centro: la frazione centrale di Montegrotto Terme raccoglie molte delle bellezze della città: gli Scavi romani, l'Oratorio e il Duomo, il municipio e il Viale della Stazione che è la zona più importante di Montegrotto.
- Mezzavia: centro residenziale, nel quale si trovano alcuni stabilimenti termali e ristoranti, compreso tra la linea ferroviaria lungo la direttrice Bologna-Padova e il ponte sul canale Bisatto, chiuso al traffico nei primi anni 2000. Nella frazione si trova la Chiesa Parrocchiale dedicata a San Gregorio Barbarigo (la sagra rionale si tiene nella metà di giugno) e la sezione della scuola elementare "Ruzzante", facente capo all'Istituto Comprensivo cittadino. Nella frazione si trova un campo da calcio, sede di tornei locali e internazionali giovanili, ed è di prossima realizzazione una piazza.
- Turri: la frazione più sviluppata, si trova ai piedi dei Colli Euganei. La località di Turri si distingue in due località, denominate popolarmente Turri Bassa e Turri Alta. Nella frazione bassa è stata realizzata, e recentemente restaurata, la nuova piazza dedicata alla Libertà, con una struttura ad ampi gradoni che seguono l'ultimo profilo della collina. La Chiesa dedicata a San Giuseppe e alcuni negozi sono presenti in questa frazione. A Turri alta si trovano l'asilo, la scuola elementare dedicata a don Lorenzo Milani e la storica Chiesa Parrocchiale, costituita da due corpi consecutivi di dimensioni diverse, curiosamente non in asse tra loro. Una croce in pietra, sul piazzale della chiesa, ricorda l'ubicazione del preesistente oratorio, demolito nel secolo scorso. Strade che portano a borgate residenziali si diramano da Turri alta verso il comune di Galzignano Terme e Battaglia, cingendo i profili del Monte Ceva e del Monte Alto.

## Economia

### Industria
Importante attività economica del comune è data dalla zona artigianale che si trova in località Caposeda.

### Servizi
Grazie al notevole flusso turistico di Montegrotto negli ultimi anni si è sviluppato anche il settore del commercio. In tutto in negozi del paese sono circa 280. Molti di questi si sono specializzati nelle calzature e nella pelletteria particolarmente apprezzate dagli ospiti stranieri. Notevole è anche il numero dei pubblici esercizi, circa 75, per la somministrazione di alimenti e bevande (bar, ristoranti, pizzerie).
Il mercato settimana si tiene il giovedì in piazza mercato ed è punto di incontro dei cittadini
e motivo di svago per gli ospiti. Il mercato ambulante offre 192 posteggi ed è uno dei mercati più notevoli e vasti della Provincia di Padova.
Ogni seconda domenica di ogni mese lungo Viale Stazione e Via Manzoni si svolge il mercatino dell'usato e dell'antiquariato con una presenza di circa 70 espositori.

### Turismo
Montegrotto Terme basa la sua economia sul turismo termale, infatti nel territorio sono presenti circa 34 strutture adibite al soggiorno del cliente. Tutti gli hotel hanno annesso lo stabilimento ed attrezzature per le cure termali come piscine e grotte.
Nel territorio sono presenti 25 strutture extralberghiere che possono accogliere fino a 71 persone. La struttura più notevole è un campeggio attrezzato con 185 piazzole di sosta con una potenzialità di accoglienza fino a 756 persone. Il campeggio conta ben 3 piscine pubbliche.
Il flusso turistico di Montegrotto, nel 2008, si aggira attorno ai 210.000 arrivi con circa 1.000.000 presenze annuali. Le presenze maggiori provengono dall'esterno, in particolare Germania e Austria, ma anche da Francia, Gran Bretagna e Russia.

## Infrastrutture e trasporti

### Strade
La rete viaria di Montegrotto Terme è sufficientemente sviluppata.
La città presenta diverse porte d'accesso, anche attraverso la linea ferroviaria Venezia-Bologna. Questa stessa linea è attraversata da tre sottopassaggi che rientrano nel territorio comunale. Il primo, sito in via Sabbioni, è in compartecipazione con il Comune di Abano Terme. Il secondo, sito fra le vie Campagna Bassa e Marza, è stato inaugurato nel 2006 ed è alto 4,50 m. Questo sottopassaggio è l'unico in tutto il territorio di Montegrotto ad essere in grado di far passare autobus turistici e mezzi di soccorso dei Vigili del fuoco. Il terzo sottopassaggio si trova in prossimità di piazzale Stazione e collega il centro con la frazione di Mezzavia.
Recentemente è stato aperto al traffico un nuovo tratto della circonvallazione che convoglia il traffico proveniente dai colli direttamente alla SS16, evitando così l'attraversamento del centro e il passaggio sul vecchio ponte di Mezzavia oggi chiuso al traffico. La stessa circonvallazione è dotata di un sottopassaggio che agevola il transito dei mezzi pesanti e dei Vigili del Fuoco.
Dopo anni di attesa, inoltre è stato realizzato un ponte di collegamento fra la zona artigianale di Montegrotto e quella di Abano, che favorisce lo snellimento della viabilità commerciale fra le due zone.

### Ferrovie
La città è servita dalla stazione di Terme Euganee-Abano-Montegrotto, situata lungo la ferrovia Padova-Bologna.

### Mobilità urbana
Montegrotto Terme è servito da numerosi mezzi di trasporto pubblico.
Per spostarsi all'interno del comune o raggiungere Abano Terme o Padova si può utilizzare l'autobus della linea extraurbana M di Aps Holding. Esso parte da piazza della Libertà nella frazione di Turri e, percorrendo le vie principali del comune, raggiunge la vicina Abano in circa 15 minuti e Padova in 35-45 minuti.
Recentemente è entrato in funzione a pieno regime il City Sightseeing, autobus scoperto a 29 posti dotato di audioguida con quattro lingue disponibili, che collega le diverse zone turistiche di Padova e delle Terme Euganee. Il percorso che attualmente svolge si ramifica in linea A e linea B. La linea A segue un itinerario urbano all'interno della città di Padova e la linea B effettua un percorso fra Abano Terme e Montegrotto Terme.
Per spostarsi nel bacino termale euganeo si può utilizzare "Il Puffetto", un trenino su gomma che fa la spola fra Montegrotto Terme ed Abano Terme.
Una linea collega Montegrotto Terme direttamente con l'aeroporto internazionale di Venezia "Marco Polo", posto a circa 60 km. Il servizio, che effettua fermate intermedie, impiega circa due ore.

## Amministrazione

### Sindaci dal 1986
| Periodo | Periodo   | Primo cittadino      | Partito                       | Carica                  | Note   |
| ------- | --------- | -------------------- | ----------------------------- | ----------------------- | ------ |
| 1986    | 1993      | Edgardo Ronzoni      | Partito Repubblicano Italiano | Sindaco                 | [ 21 ] |
| 1993    | 1997      | Giuseppe Gallo       | Lega Nord                     | Sindaco                 |        |
| 1997    | 2001      | Elvio Cognolato      | centro-sinistra               | Sindaco                 |        |
| 2001    | 2011      | Luca Claudio         | centro-destra                 | Sindaco                 | [ 22 ] |
| 2011    | 2011      | Valeria Gaspari      |                               | Commissario prefettizio |        |
| 2011    | 2015      | Massimo Bordin       | lista civica                  | Sindaco                 |        |
| 2015    | 2016      | Aldo Luciano         |                               | Commissario prefettizio |        |
| 2016    | in carica | Riccardo Mortandello | PSI - lista civica            | Sindaco                 | [ 23 ] |

### Gemellaggi
- Alajuela, dal 2005[senza fonte]
- Băile Herculane, dal 2004[senza fonte]
- Berettyóújfalu[senza fonte]
- Bordano[senza fonte]
- Mason City, dal 2004[senza fonte]
- Mostar, dal 2000[24]
- Rio Hondo, dal 2005[senza fonte]

Inoltre la città di Montegrotto Terme è gemellata con la fondazione Città della Speranza.

## Sport
Ogni hotel è dotato di impianti sportivi e piscine, anche termali.
Tutte le scuole sono dotate di palestra e locali accessori.

### Palaberta
Nel 2011 è stato completato il Palazzo dello Sport

### Strutture
Sono presenti:
- due campi da calcio: uno di via del Santo e uno nella frazione di Mezzavia
- la piscina Y-40, la più profonda al mondo[26].